# Teruyoshi Ito
Teruyoshi Ito (Prefectura de Shizuoka, Japó, 31 d'agost de 1974) és un futbolista japonès.

## Selecció japonesa
Teruyoshi Ito va disputar 27 partits amb la selecció japonesa.